# فربه‌کپی
فربه‌کپی (نام علمی: Hadropithecus) نام یک سرده از تیره ایندیریان است.